# Pacte de pureté
Un pacte de pureté (pacte de virginité ou pacte d'abstinence) est un engagement religieux à la virginité jusqu'au mariage.  

## Forme et définition
Durant l'adolescence, les jeunes chrétiens évangéliques sont invités à formuler un pacte de pureté durant une cérémonie en public, s'engageant ainsi à l'abstinence sexuelle jusqu'au mariage chrétien.  Ce pacte est souvent symbolisé par une bague de pureté .

## Origine
Les tenants du pacte de pureté s'inspirent du concept de pureté sexuelle, qui passe notamment par l'abstinence sexuelle avant le mariage selon la Première épître aux Thessaloniciens.

## Histoire
Certaines organisations chrétiennes évangéliques américaines, comme Focus on the family, fondée en 1977, ou Promise Keepers, fondée en 1990, ont fait la promotion de la virginité dans leurs programmes. Ce n'est toutefois qu'avec True Love Waits, fondée en 1993 par la Southern Baptist Convention, qu'une organisation s'est spécialisée dans la promotion de l'abstinence sexuelle avant le mariage avec les pactes de pureté,,. Par la suite, d'autres ont suivi, comme Silver Ring Thing, en 1995.  La bague de virginité a également été intégrée au mouvement.

## Critiques
Des études sur la sexualité des jeunes relatent que les pactes de pureté ne réduisent pas nécessairement les activités sexuelles des jeunes. En 2004, une étude américaine de l'université Columbia, rapportait que 88 pour cent de ceux qui ont pris un engagement d'abstinence ont eu des rapports sexuels avant le mariage. Et parmi ceux qui ont brisé leur vœu, moins de 20 pour cent avaient utilisé un préservatif.
Selon une étude publiée en 2014, de l’université de Washington, les hommes évangéliques qui ont fait un pacte de pureté et se sont mariés aimeraient davantage de conversations sur la place de la sexualité dans le mariage, au sein de leur église.
Selon le pasteur Dean Inserra, les pactes de pureté comme True Love Waits redirigerait la frustration sexuelle sur le futur conjoint en manquant de l'inscrire dans une relation personnelle épanouissante et suffisante avec Dieu.